# Liste der Biografien/Stez
Liste der Biografien |
Portal Biografien |
Personensuche
# |
A |
B |
C |
D |
E |
F |
G |
H |
I |
J |
K |
L |
M |
N |
O |
P |
Q |
R |
S |
T |
U |
V |
W |
X |
Y |
Z |
?
 
Sa |
Sb |
Sc |
Sd |
Se |
Sf |
Sg |
Sh |
Si |
Sj |
Sk |
Sl |
Sm |
Sn |
So |
Sp |
Sq |
Sr |
Ss |
St |
Su |
Sv |
Sw |
Sy |
Sz
 
Sta |
Ste |
Sth |
Sti |
Stj |
Stl |
Sto |
Str |
Sts |
Stt |
Stu |
Stv |
Stw |
Sty
 
Stea |
Steb |
Stec |
Sted |
Stee |
Stef |
Steg |
Steh |
Stei |
Stej |
Stek |
Stel |
Stem |
Sten |
Steo |
Step |
Ster |
Stes |
Stet |
Steu |
Stev |
Stew |
Stey |
Stez
Die Liste der Biografien führt alle Personen auf, die in der deutschsprachigen Wikipedia einen Artikel haben. Dieses ist eine Teilliste mit 9 Einträgen von Personen, deren Namen mit den Buchstaben „Stez“ beginnt.

## Stez
- Stez, Jurij (* 1975), ukrainischer Journalist und Minister im neu geschaffenen Ministerium für Informationspolitik der Ukraine

### Steze
- Stezenko, Jurij (* 1945), sowjetischer Kanute
- Stezenko, Kateryna (* 1982), ukrainische Marathonläuferin
- Stezenko, Kyrylo (1882–1922), ukrainischer Chorleiter, Komponist, Dirigent, Musikpädagoge und Priester

### Stezj
- Stezjura, Mykola (* 1986), ukrainischer Handballspieler

### Stezk
- Stezkiw, Olena (* 1994), ukrainische Rennrodlerin
- Stezko, Jaroslaw (1912–1986), ukrainischer PolitikerJaroslaw Stezko (1912–1986)

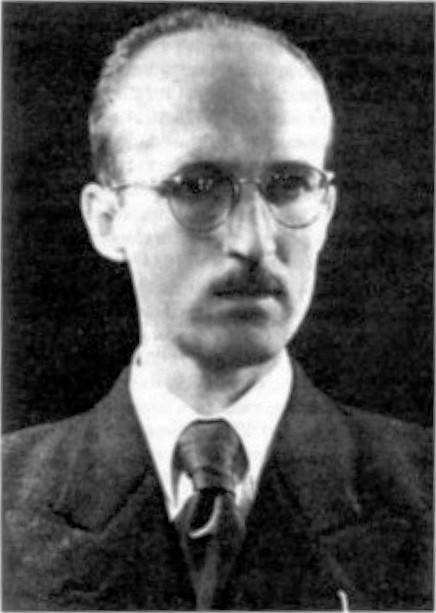
Jaroslaw Stezko (1912–1986)

- Stezko, Jaroslawa (1920–2003), ukrainische Politikerin
- Stezko, Jurij (* 1981), ukrainischer Freestyle-Skier